# نمونه‌خوانان فراگیر کانادا
نمونه‌خوانان فراگیر کانادا (انگلیسی: Distributed Proofreaders Canada) یک سازمان و پروژهٔ غیرانتفاعی و داوطلبانه است که کتاب‌ها و متون را اسکن کرده و به صورت دیجیتالی درمی‌آورد و آن را به صورت مالکیت عمومی منتشر می‌کند. این کتاب‌ها با تمامی دستگاه‌های الکترونیکی برای عموم قابل دسترسی و خواندن است.
این پروژه در دسامبر ۲۰۰۷ میلادی پایه‌گذاری و اجرا شد و تا سال ۲۰۱۶ میلادی موفق به انتشار حدود ۲٬۵۰۰ کتاب شده‌است. کتاب‌های منتشرشده در یک بایگانی به نام «Faded Page» ذخیره و نگهداری می‌شود.
اگرچه تمرکز اصلی این پروژه، حفظ و اشاعهٔ آثار و ادبیات کانادایی است، اما کتاب‌هایی از سایر ملل نیز در بایگانی آن موجود است.
برپایی این پروژه از «نمونه‌خوانان فراگیر» الهام گرفته شد و شعار و هدف آن با سایر پروژه‌های داوطلبانهٔ مشابه (همچون پروژه گوتنبرگ در ایالات متحده آمریکا)، یکسان است.